# Mario Demarco
Mario Demarco (nombre real: Mario Domingo Lapunzina; Buenos Aires, 5 de agosto de 1917 – 4 de febrero de 1970) fue un bandoneonista, director de orquesta, arreglador y compositor argentino de tango.

## Biografía
Nacido en Buenos Aires, Demarco estudió bandoneón con Joaquín Clemente y posteriormente armonía y contrapunto con Julián Bautista. A finales de los años 30, comenzó su carrera profesional acompañando a cantantes solistas.
En 1941, se unió a la orquesta de Antonio Rodio, compartiendo escenario con músicos como Héctor Stamponi, Eduardo Rovira, Jaime Gosis y Máximo Mori. También tuvo breves participaciones en las orquestas de Juan Canaro y Miguel Caló.
En 1942, ingresó a la orquesta de Alfredo Gobbi, donde permaneció hasta 1951. Durante este período, desarrolló un estilo propio influenciado por las escuelas de Gobbi y Osvaldo Pugliese, caracterizado por una rítmica particular y un uso destacado del contrabajo y la mano izquierda del piano.
En 1951, formó su propia orquesta, que realizó 18 grabaciones para el sello Pathé antes de disolverse en 1953.
Luego de un paso por la última orquesta de Julio De Caro, en 1954 se sumó a la orquesta de Osvaldo Pugliese como bandoneonista y arreglador. Allí grabó obras propias como "Pata ancha" y arregló piezas como "Suipacha" y "Emancipación". En 1959 dejó la agrupación por motivos familiares y trabajó como arreglador para otros músicos. 
Durante los años 60 colaboró con artistas como Edmundo Rivero, Jorge Sobral y Rodolfo Lesica, y volvió brevemente a las orquestas de Alfredo Gobbi y Joaquín Do Reyes.
En 1965 fundó una nueva orquesta con músicos jóvenes, con la que grabó ocho temas para su sello Solfeando. Estas grabaciones, en especial su tango homónimo "Solfeando", evidenciaron su madurez estilística. También integró un trío que actuaba en locales del barrio del Abasto y dejó obras como "Sensitivo", "Astillas" y "Barro y asfalto".
Su salud se deterioró hacia fines de la década; en 1968 debió abandonar una grabación debido a dolores que derivaron en la amputación de su mano izquierda. 
Falleció el 4 de febrero de 1970, a los 52 años, en una confitería de Buenos Aires.

## Composiciones destacadas
Entre sus obras más reconocidas se encuentran:
- Entrador
- Pata ancha
- Solfeando
- Sensitivo (en colaboración con Máximo Mori)
- Quejumbroso
- Emancipación